# Nuottisaari (ö i Södra Österbotten, Järviseutu)
Nuottisaari är en ö i Finland. Den ligger i sjön Ähtärinjärvi och i kommunen Alajärvi i den ekonomiska regionen  Järviseutu ekonomiska region  och landskapet Södra Österbotten, i den centrala delen av landet, 300 km norr om huvudstaden Helsingfors. Öns area är 1,7 hektar och dess största längd är 380 meter i sydöst-nordvästlig riktning.